# Chama (Colorado)
Chama è una comunità non incorporata della contea di Costilla, Colorado, Stati Uniti. Lo ZIP code dell'ufficio postale di Chama è 81126.

## Storia
La città di Chama fu fondata dai coloni di Chamita, nel Nuovo Messico, nel 1860. L'ufficio postale di Chama è stato aperto il 3 maggio 1907. La scuola di Chama fu demolita tra il 1999 e il 2001.